# Phạm Như Vưu
Phạm Như Vưu (10 tháng 9 năm 1923 – 8 tháng 7 năm 2019), bí danh Như Vũ, là một sĩ quan cấp cao trong Quân đội nhân dân Việt Nam, hàm Thiếu tướng, nguyên Cục trưởng Cục Quân giới, Phó Tư lệnh Quân khu 1, Tham mưu trưởng rồi Phó Chủ nhiệm thứ Nhất Tổng cục Kỹ thuật, Phó Chủ nhiệm Tổng cục Công nghiệp Quốc phòng.

## Thân thế và sự nghiệp
Ông sinh ngày 10 tháng 9 năm 1923 tại xã Đông Hoàng, huyện Thái Ninh (nay thuộc huyện Đông Hưng), tỉnh Thái Bình. Sau khi học xong sơ cấp (1936), ông lần lượt làm việc tại Nhà máy Chế tạo Cơ khí Hải Phòng, rồi Nhà máy đạn Phú Thọ của chính quyền thực dân Pháp. Trong thời kì làm công nhân tại Phú Thọ, ông giác ngộ và tham gia Việt Minh tại đây từ trước Cách mạng tháng 8 cho đến trước ngày Toàn quốc Kháng chiến (3.1945-6.1946). Trước khi Toàn quốc Kháng chiến nổ ra, ông còn làm công tác dân vận tại huyện Thanh Thủy, tỉnh Phú Thọ từ tháng 7 năm 1946. Tháng 12 năm 1946, ông được bầu vào Ủy ban Kháng chiến tỉnh Phú Thọ, là Ủy viên phụ trách Ban Vũ khí của tỉnh.
Tháng 12 năm 1947, ông được điều lên Phòng Dân quân của Liên khu 10 giữ chức vụ Trưởng ban Vũ khí.
Tháng 12 năm 1949, bước vào thời kì mới của công cuộc Kháng chiến, Phạm Như Vưu được điều sang công tác bên Quân đội, là Trưởng ban Chế tạo Vũ khí của Nha Giám đốc Công binh xưởng trực thuộc Cục Quân giới.
Tháng 7 năm 1951, ông nằm trong số 21 du học sinh đầu tiên được Chính phủ cử sang Liên Xô học tập để phục vụ cho công cuộc xây dựng và kiến quốc sau này.
Tháng 5 năm 1956, sau 5 năm theo học tại Trường Cao đẳng Quân khí Tula (Đại học Bách khoa Tu la, nay thuộc Đại học Tổng hợp Quốc gia Tula) của Liên Xô, Ông về nước và được phân công về phụ trách công tác giảng dạy tại Trường Sĩ quan Hậu cần (nay là Học viện Hậu cần) trên cương vị Chủ nhiệm Bộ môn Quân giới.
Tháng 11 năm 1958, ông chuyển về công tác tại Cục Quân giới, lần lượt giữ các chức vụ: Trưởng phòng Huấn luyện (11.1958), Cục phó (10.1960), rồi Cục trưởng (8.1964).
Tháng 2 năm 1979, ông được cử lên làm Phó Tư lệnh phụ trách Kỹ thuật của Quân khu 1, rồi lại được rút về làm Phó Chủ nhiệm kiêm Tham mưu trưởng Tổng cục Kỹ thuật.
Tháng 10 năm 1985, ông giữ chức Phó Chủ nhiệm Tổng cục Công nghiệp Quốc phòng.
Năm 1993, ông nghỉ hưu.
Thiếu tướng (1983).
Ngày 8 tháng 7 năm 2019, ông mất tại Bệnh viện Trung ương Quân đội 108.

## Khen thưởng
• Huân chương Độc lập hạng Ba
• Huân chương Kháng chiến hạng Nhất
• Huân chương Chiến thắng hạng Nhì
• Huân chương Quân công (hạng Nhì, Ba)
• Huân chương Chiến sĩ vẻ vang (hạng Nhất, Nhì, Ba)
• Huy chương Quân kỳ quyết thắng